# Dryochlora ophthalmicata
Dryochlora ophthalmicata là một loài bướm đêm trong họ Geometridae.